# FC Thun
FC Thun 1898 este un club de fotbal din Thun, Elveția care evoluează în Challenge League. Echipa joacă meciurile de acasă pe Stadionul Lachen cu o capacitate de 10.300 de locuri. Culorile echipei sunt roșu și alb.

### Europa
- UEFA Europa League
  -  Faza Grupelor(1) : 2014

## Foști antrenori
- Hanspeter Latour (1978–1983)
- Stefan Marini (1994–1995)
- Andy Egli (1995–1998)
- Georges Bregy (1998–2001)
- Hanspeter Latour (2001–2004)
- Urs Schönenberger (2006)
- Adrian Kunz (2006)
- Heinz Peischl (2006–2007)
- Jeff Saibene (2007)
- René van Eck (2007–2008)
- Hansruedi Baumann (2008–2009)
- Eric-Pi Zuercher (2009)
- Andreas Gerber (2009)
- Murat Yakin (2009–prezent)

## Foști jucători
- Patrick Bettoni
- Johan Berisha
- Pascal Cerrone
- Fabio Coltorti
- Armand Deumi
- Gregory Duruz
- Alexander Frei
- David Pallas
- Michel Renggli
- Marco Streller
- Reto Zanni
- Mauro Lustrinelli
- Baykal Kulaksizoglu
- Eldin Jakupović
- Ljubo Milicevic
- António
- Adriano Pimenta
- Gelson Rodrigues
- Marinko Jurendic
- Percy Olivares
- José Gonçalves
- Yao Aziawonou
- Yao Junior Sènaya